# Diga dell'Hongrin Nord
La diga dell'Hongrin è una diga ad arco situata in Svizzera, nel Canton Vaud, sul confine tra il comune di Ormont-Dessous e Château d'Oex.

## Descrizione
Ha un'altezza di 124 metri e il coronamento è lungo 325 metri. Il volume della diga è di 235.000 metri cubi.
Il lago creato dallo sbarramento, il lac de l'Hongrin, ha un volume massimo di 53,2 milioni di metri cubi, una lunghezza di 2,7 km e un'altitudine massima di 1255 m s.l.m. Lo sfioratore ha una capacità di 100 metri cubi al secondo. Le acque del lago vengono sfruttate dall'azienda Forces Motrices Hongrin-Léman.
È stata costruita parallelamente alla diga dell'Hongrin Sud che è collegata a quella Nord creando una diga a doppio arco.

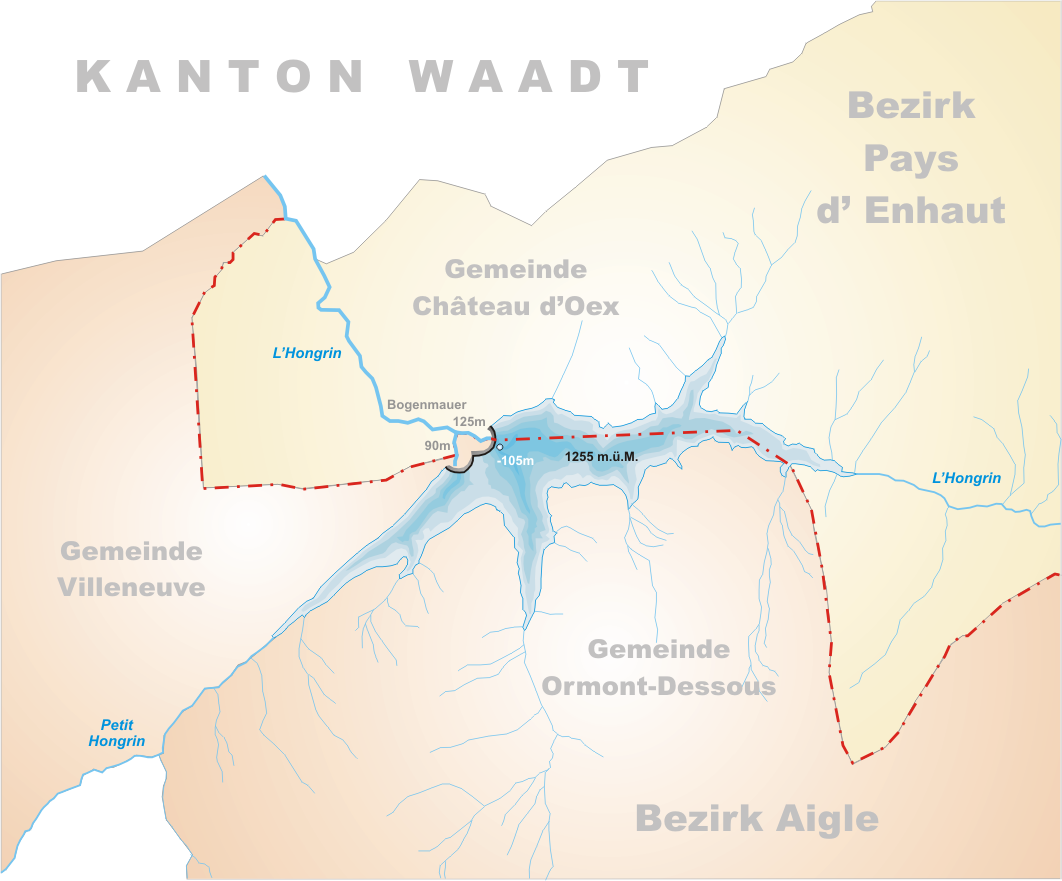
Mappa del lago